# IV. Artakhsaszjá perzsa király
IV. Artakhsaszjá Arsaka (görög Ἀρταξέρξης Αρςης, IV. Artaxerxész Arszész, óperzsa 𐎠𐎼𐎫𐏋𐎠𐏂𐎠, Artaxšaca Aršaka, újperzsa ارشک, Aršēš, ? – Kr. e. 336 júniusa) perzsa király Kr. e. 338-tól haláláig.

## Élete
III. Artakhsaszjá legkisebb fiaként született. Az édesapját meggyilkoltató Bagoasz juttatta a trónra, testvéreit pedig leöldöste. Arszész eleinte engedelmes eszköz volt minisztere kezében, később azonban feltámadt a függetlenség iránti vágy benne, ezért Bagoasz őt is megölette Kr. e. 336-ban.